# Modelo linear geral
O modelo linear geral ou modelo de regressão multivariada geral é uma maneira compacta de escrever simultaneamente vários modelos de regressão linear múltipla. Nesse sentido, não é um modelo linear estatístico separado. Os vários modelos de regressão linear múltipla podem ser escritos de forma compacta como 
{\displaystyle \mathbf {Y} =\mathbf {X} \mathbf {B} +\mathbf {U} ,}
onde Y é uma matriz com séries de medições multivariadas (cada coluna sendo um conjunto de medições em uma das variáveis dependentes), X é uma matriz de observações em variáveis independentes que podem ser uma matriz de projeto (cada coluna sendo um conjunto de observações sobre uma das variáveis independentes), B é uma matriz contendo parâmetros que normalmente devem ser estimados e U é uma matriz contendo erros (ruído). Os erros são geralmente assumidos como não correlacionados entre as medições e seguem uma distribuição normal multivariada. Se os erros não seguem uma distribuição normal multivariada, modelos lineares generalizados podem ser usados para relaxar as suposições sobre Y e U.
O modelo linear geral incorpora vários modelos estatísticos diferentes: ANOVA, ANCOVA, MANOVA, MANCOVA, regressão linear ordinária, teste t e teste <i id="mwKQ">F</i>. O modelo linear geral é uma generalização da regressão linear múltipla para o caso de mais de uma variável dependente. Se Y, B e U fossem vetores de coluna, a equação matricial acima representaria regressão linear múltipla.
Testes de hipóteses com o modelo linear geral podem ser feitos de duas maneiras: como multivariados ou como vários testes univariados independentes. Nos testes multivariados as colunas de Y são testadas em conjunto, enquanto nos testes univariados as colunas de Y são testadas independentemente, ou seja, como múltiplos testes univariados com a mesma matriz de projeto.

## Comparação com regressão linear múltipla
A regressão linear múltipla é uma generalização da regressão linear simples para o caso de mais de uma variável independente, e um caso especial de modelos lineares gerais, restritos a uma variável dependente. O modelo básico para regressão linear múltipla é
{\displaystyle Y_{i}=\beta _{0}+\beta _{1}X_{i1}+\beta _{2}X_{i2}+\ldots +\beta _{p}X_{ip}+\epsilon _{i}}
para cada observação i = 1, ..., n.
Na fórmula acima, consideramos n observações de uma variável dependente e p variáveis independentes. Assim, Y  é a i ésima observação da variável dependente, Xij é a i ésima observação da j ésima variável independente, j = 1, 2, ..., p . Os valores βj representam os parâmetros a serem estimados, e εi é o i ésimo erro normal independente identicamente distribuído.

## Comparação com o modelo linear generalizado
O modelo linear geral e o modelo linear generalizado   (GLM) são duas famílias de métodos estatísticos comumente usados para relacionar algum número de preditores contínuos e/ou categóricos a uma única variável de resultado.
A principal diferença entre as duas abordagens é que o modelo linear geral supõe estritamente que os resíduos seguirão uma distribuição condicionalmente normal,  enquanto o GLM afrouxa essa suposição e permite uma variedade de outras distribuições da família exponencial para os resíduos.  De notar que o modelo linear geral é um caso especial do GLM em que a distribuição dos resíduos segue uma distribuição condicionalmente normal.
A distribuição dos resíduos depende em grande parte do tipo e distribuição da variável de resultado. Diferentes tipos de variáveis de resultado levam à variedade de modelos dentro da família GLM. Modelos comumente usados na família GLM incluem regressão logística binária  para resultados binários ou dicotômicos, regressão de Poisson  para resultados de contagem e regressão linear para resultados contínuos e normalmente distribuídos. Isso significa que o GLM pode ser considerado uma família geral de modelos estatísticos ou modelos específicos para tipos de resultados específicos.